# 圣昂德兰
圣昂德兰（法語：Saint-Andelain，法語發音：[sɛ̃.t‿ɑ̃dlɛ̃]）是法国涅夫勒省的一个市镇，属于卢瓦尔河畔科讷库尔区。

## 地理
圣昂德兰（47°18'31"N, 2°57'38"E）面积20.31 平方千米，位于法国勃艮第-弗朗什-孔泰大區涅夫勒省，该省份为法国中部省份，北至约讷省，西北接卢瓦雷省，西接谢尔省，南至阿列省，东南接索恩-卢瓦尔省，东临科多尔省。
与圣昂德兰接壤的市镇（或旧市镇、城区）包括：诺安河畔圣马丹、加尔希、卢瓦尔河畔普伊、圣洛朗拉拜、诺安河畔圣康坦、卢瓦尔河畔特拉西。

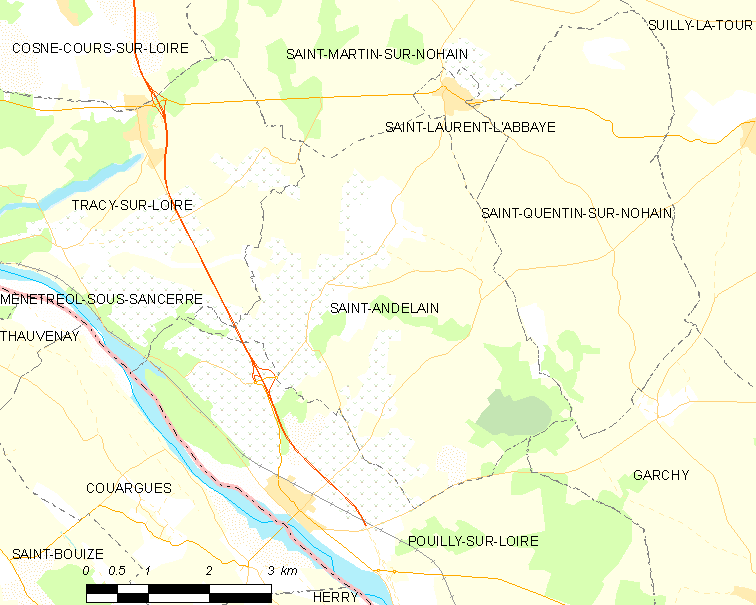
圣昂德兰的OSM定位图

圣昂德兰的时区为UTC+01:00、UTC+02:00（夏令时）。

## 行政
圣昂德兰的邮政编码为58150，INSEE市镇编码为58228。

## 政治
圣昂德兰所属的省级选区为卢瓦尔河畔普伊县。

## 人口

1962-2008年间圣昂德兰人口变化图示

圣昂德兰于2022年1月1日时的人口数量为609人。